# Mochlodon suessi
Mochlodon suessi és una espècie de dinosaure iguanodont que va viure al Cretaci superior. En un principi es va pensar que es tractava d'una espècie d'Iguanodon, però més tard fou emplaçat en el gènere Rhabdodon. Recentment, amb la descripció de Zalmoxes, fou provisionalment col·locat en un gènere separat. Les seves restes fòssils s'han trobat a Àustria. L'espècimen tipus consisteix en un maxil·lar inferior i dues vèrtebres.